# Ricardo Piccinini
Ricardo Antonio Piccinini Abonicio (Avellaneda; 7 de septiembre de 1949) es un exfutbolista argentino naturalizado guatemalteco. Después de ser jugador, entrenó al CSD Suchitepéquez de 1993 a 1994.

## Trayectoria
Comenzó su carrera futbolística en 1967 en las divisiones inferiores del Racing Club de su ciudad y país de origen. En 1969 debuta con el equipo principal y en 1970 comenzaría su nueva vida en Guatemala, el C.S.D. Municipal, uno de los equipos más grandes de ese país, lo sumaría al equipo.
En 1984, reforzó junto a su compatriota José Emilio Mitrovich al Águila de la Primera División de El Salvador. Finalmente, se retira tras perder la final de la Liga Nacional 1990-91 contra Comunicaciones por 4-2.

## Selección nacional
En julio de 1976 es convocado con la selección de Guatemala para disputar los Juegos Olímpicos de Montreal, donde no pasaría de la fase de grupos. Disputó 2 de los tres partidos y recibió 4 goles.
Más tarde vuelve a ser llamado, esta vez a los Juegos Olímpicos de Seúl 1988, siendo el jugador más veterano del torneo con 39 años, pero eso no le impidió disputar un partido a pesar de que su selección tuvo la peor participación de todas.

### Participaciones en Juegos Olímpicos
| Torneo                   | Sede     | Resultado     |
| ------------------------ | -------- | ------------- |
| Juegos Olímpicos de 1976 | Montreal | Primera ronda |
| Juegos Olímpicos de 1988 | Seúl     | Primera ronda |

## Clubes
| Club                    | País        | Año       |
| ----------------------- | ----------- | --------- |
| Racing                  | Argentina   | 1969-1970 |
| Municipal               | Guatemala   | 1970-1971 |
| Tipografía Nacional     | Guatemala   | 1971-1974 |
| Comunicaciones          | Guatemala   | 1975-1980 |
| Xelajú Mario Camposeco  | Guatemala   | 1980-1982 |
| Suchitepéquez           | Guatemala   | 1982-1983 |
| Municipal               | Guatemala   | 1983-1991 |
| Águila (cesión)         | El Salvador | 1984      |
| Comunicaciones (cesión) | Guatemala   | 1985      |

## Palmarés

### Títulos nacionales
| Título        | Equipo         | País      | Año     |
| ------------- | -------------- | --------- | ------- |
| Liga Nacional | Comunicaciones | Guatemala | 1977-78 |
| Liga Nacional | Comunicaciones | Guatemala | 1979-80 |
| Liga Nacional | Suchitepéquez  | Guatemala | 1983    |
| Liga Nacional | Municipal      | Guatemala | 1987    |
| Liga Nacional | Municipal      | Guatemala | 1988-89 |
| Liga Nacional | Municipal      | Guatemala | 1989-90 |

### Títulos internacionales
| Título                           | Equipo         | País      | Año  |
| -------------------------------- | -------------- | --------- | ---- |
| Copa de Campeones de la Concacaf | Comunicaciones | Guatemala | 1978 |

### Distinciones individuales
| Distinción                                     | Año     |
| ---------------------------------------------- | ------- |
| Menos vencido de la Liga Nacional de Guatemala | 1975    |
| Menos vencido de la Liga Nacional de Guatemala | 1976    |
| Menos vencido de la Liga Nacional de Guatemala | 1977-78 |
| Menos vencido de la Liga Nacional de Guatemala | 1979-80 |
| Menos vencido de la Liga Nacional de Guatemala | 1983    |